# Maria-Lanzendorf
Maria-Lanzendorf je dolnorakouská obec v okrese Bruck an der Leitha. Obec je mariánským poutním místem. k 31.12. 2024 zde žilo 2 244 obyvatel. 

## Geografie
Maria-Lanzendorf leží na jih od Vídně v Industrieviertelu (Průmyslové čtvrti) na řece Schwechat. Obec sousedí přímo s obcí Lanzendorf. Výměra obce zahrnuje 1,69 čtverečních kilometrů. 0,69 % plochy je zalesněno.
Maria-Lanzendorf je samostatné katastrální území.

## Historie

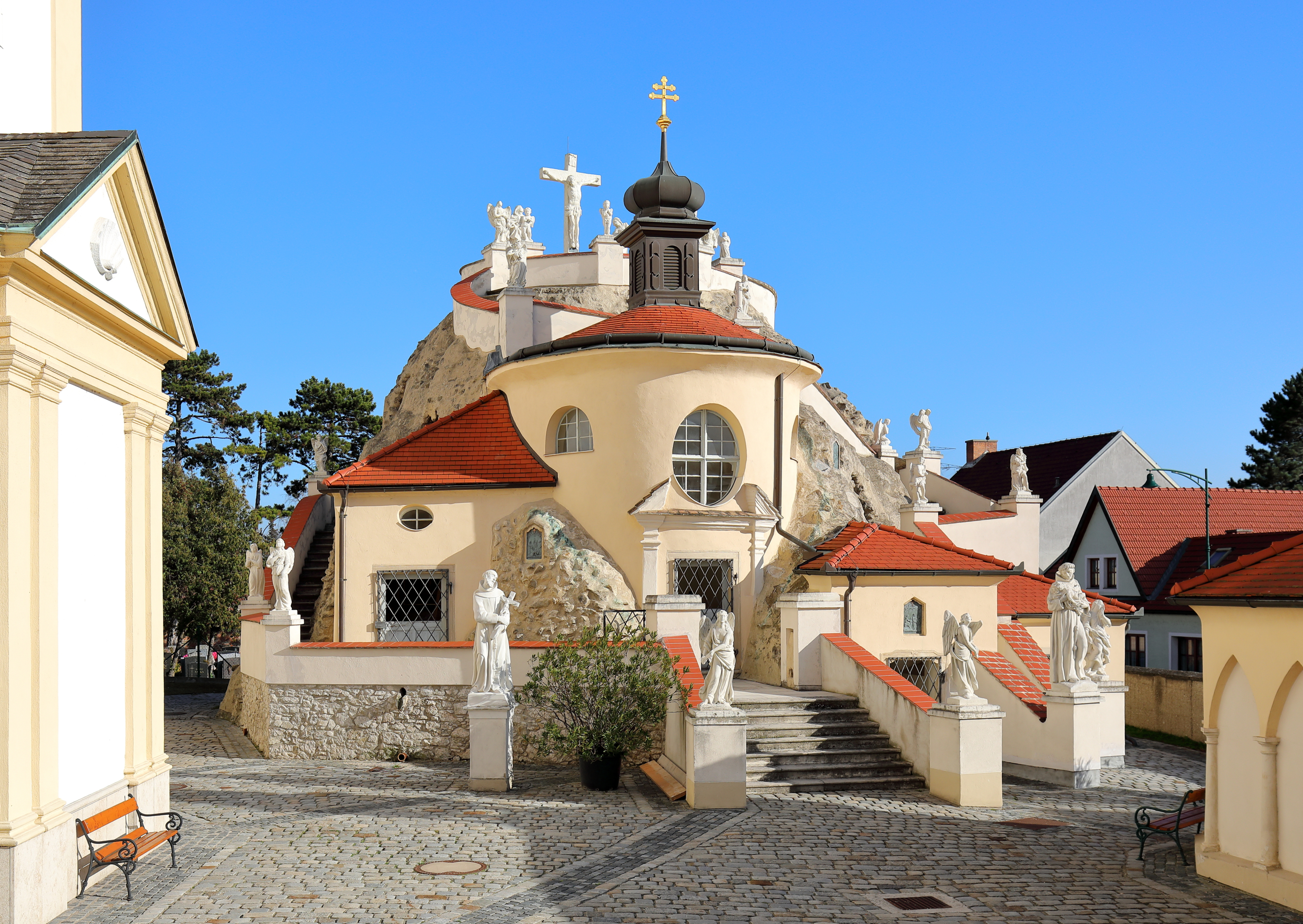
Poutní kaple s grottou a kalvárií na vrcholu, křížová cesta je uvnitř

Ve starověku byla obec součástí římské provincie Panonnia. První kapli zde údajně postavili římští vojáci XII. legie císaře Marka Aurelia jako poděkování za zázračné vítězství nad Markomany. Podle legendy zde v roce 506 zde britský princ Arthur postavil malý kostel na pamaátku svatého Lukáše, který tudy měl proját na cestě z Dalmácie do Itálie. V roce 539 sem prý doputovala franská princezna a světice Erentruda ze Salcburku a modlila se v kostele před obrazem Panny Marie. 
Malý kostel, zničený Avary, dal znovu postavit císař Karel Veliký a daroval mu nový obraz Panny Marie Bolestné. 
Vévoda Leopold VI. Babenberský po návratu z křížové výpravy do Palestiny roku 1191 daroval kostelu svůj zkrvavený plášť. Kapitán Lukas Kilian Rausch za to, že se bezpečně vrátil z téže křížové výpravy, založil údajně v roce 1193 bratrstvo svatého Šebestiána, které mělo každoročně vést procesí ke kapli Panny Marie na vřesovišti, což je tradice, která trvá dosud. Dosavadní kapli roku 1529 zcela zničili osmanští Turci. Po jejich porážce a odeznění náboženské reformace roku 1696 vystavěli františkáni s podporou císaře Leopolda I. nový kostel ke cti Bolestné Panny Marie, sv. Františka a sv. Emericha s přilehlým klášterem pro 12 bratří. 
Události byly v 18. století zdokumentovány na sedmi velkoformátových deskových obrazech na vnější straně poutní kaple.
V roce 1871 se Maria-Lanzendorf odtrhla od obce Oberlanzendorf a vytvořila spolu s částí obce Leopoldsdorf novou obec.
Po připojení Rakouska ke Třetí říši v roce 1938 se obec stala součástí 23. vídeňského městského okresu Schwechat v rámci Velké Vídně. Do 27. března 1945 byla sídlem pobočky koncentračního tábora Mauthausen-Gusenn. Obec se od Vídně odtrhla v roce 1954 a stala se samostatnou obcí. Velká část obyvatel se snažila, zejména z hospodářských důvodů, opět spojit se sesterskou obcí Lanzendorf, ale jednání v obecní radě ztroskotala.

## Hospodářství a infrastruktura
Původně zcela zemědělská obec měla v roce 1831 jen jeden hospodářský dvůr se 6 koňmi a 40 kravami. Ubytovací kapacity poutníků tehdy zajišťovali především františkáni v poutním domě svého kláštera přiléhajícího ke kostelu. V roce 1999 byly v obci evidovány čtyři zemědělské a lesní závody a v roce 2001 již 86 nezemědělských podniků. Podle sčítání lidu v roce 2001 bylo výdělečně činných občanů v obci 967, což činí 52 %.

## Politika
Roku 2025 bylo v obecních volbách zvoleno 20 členů rady, z toho 8 SPÖ, 7 Zelení, 3 FPÖ a 3 ÖVP. Starostou obce je od roku 2024 Michael Lippl (SPÖ).

### Vývoj počtu obyvatel
V roce 1831 bylo v obci 35 domů, ve kterých žilo celkem 44 mužů a 54 žen. Roku 1971 žilo v obci 1147 obyvatel, 1981 1107, 1991 1487 a po sčítání lidu v roce 2001 bylo v obci 1894 obyvatel, k 1. dubnu 2009 bylo v obci 2078 obyvatel, k 1.lednu 2024 to bylo již 2 244 obyvatel.

### Osobnosti
- Julius Nell (1855–1917), zdejší rodák, architekt pozdního historismu a secese ve Vídni
- Franz Hasenöhrl (1885–1970), hudební skladatel (pseudonym Franz Höhrl)
- Gerhard Melzer, ředitel hlavní školy, zasloužilý vlastenec a milovník domova, vydavatel obrazové kroniky „Das alte Maria-Lanzendorf" (2005)
- Sissy Roth-Halvax (1946–2009), starostka (2000–2009), prezidentka rakouské spolkové rady od 1. ledna do 30. června 2006

## Obecní znak
V obecním znaku je zobrazen poutní kostel.

## Pamětihodnosti

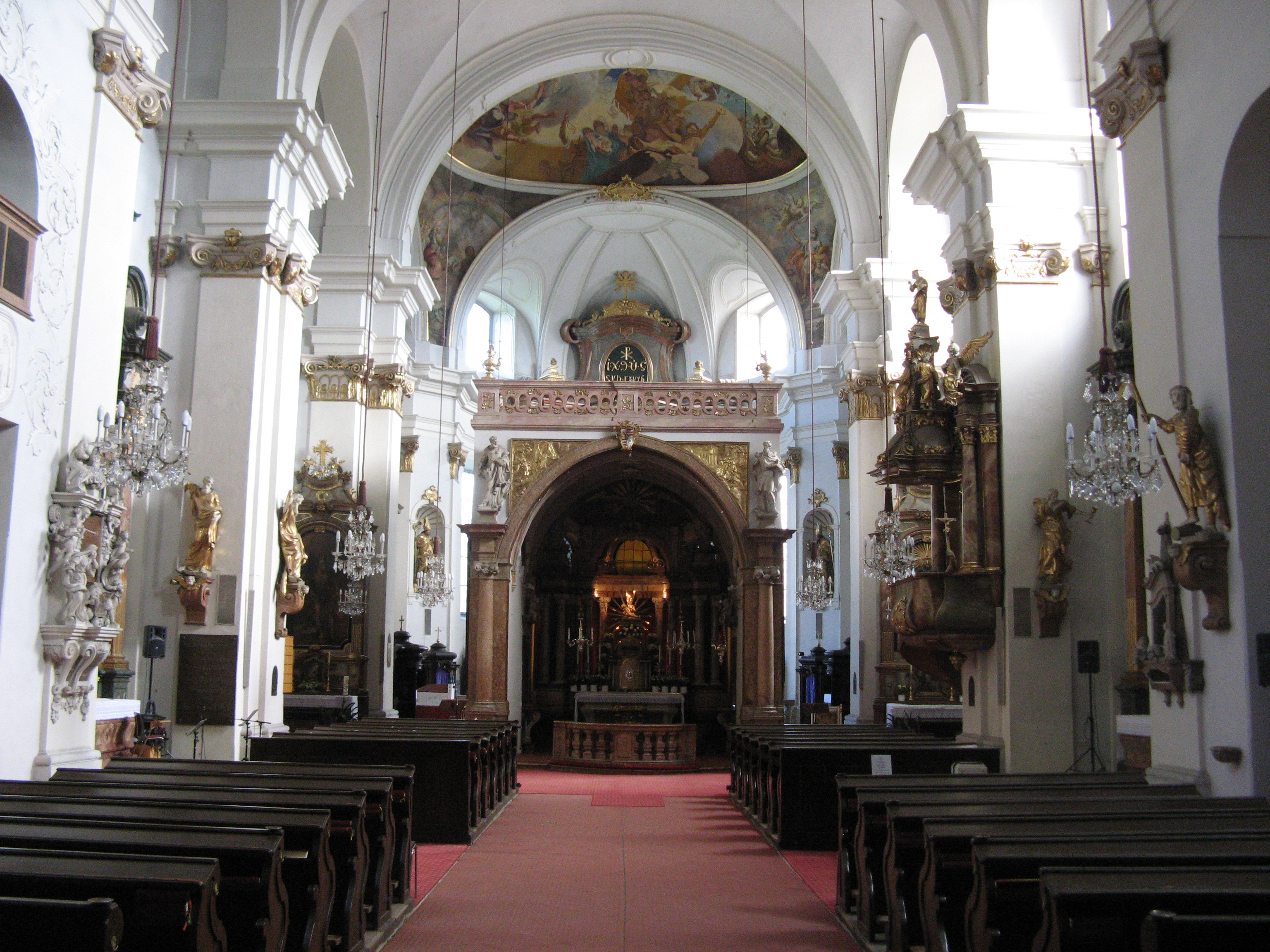
Poutní kostel, pohled k hlavnímu oltáři

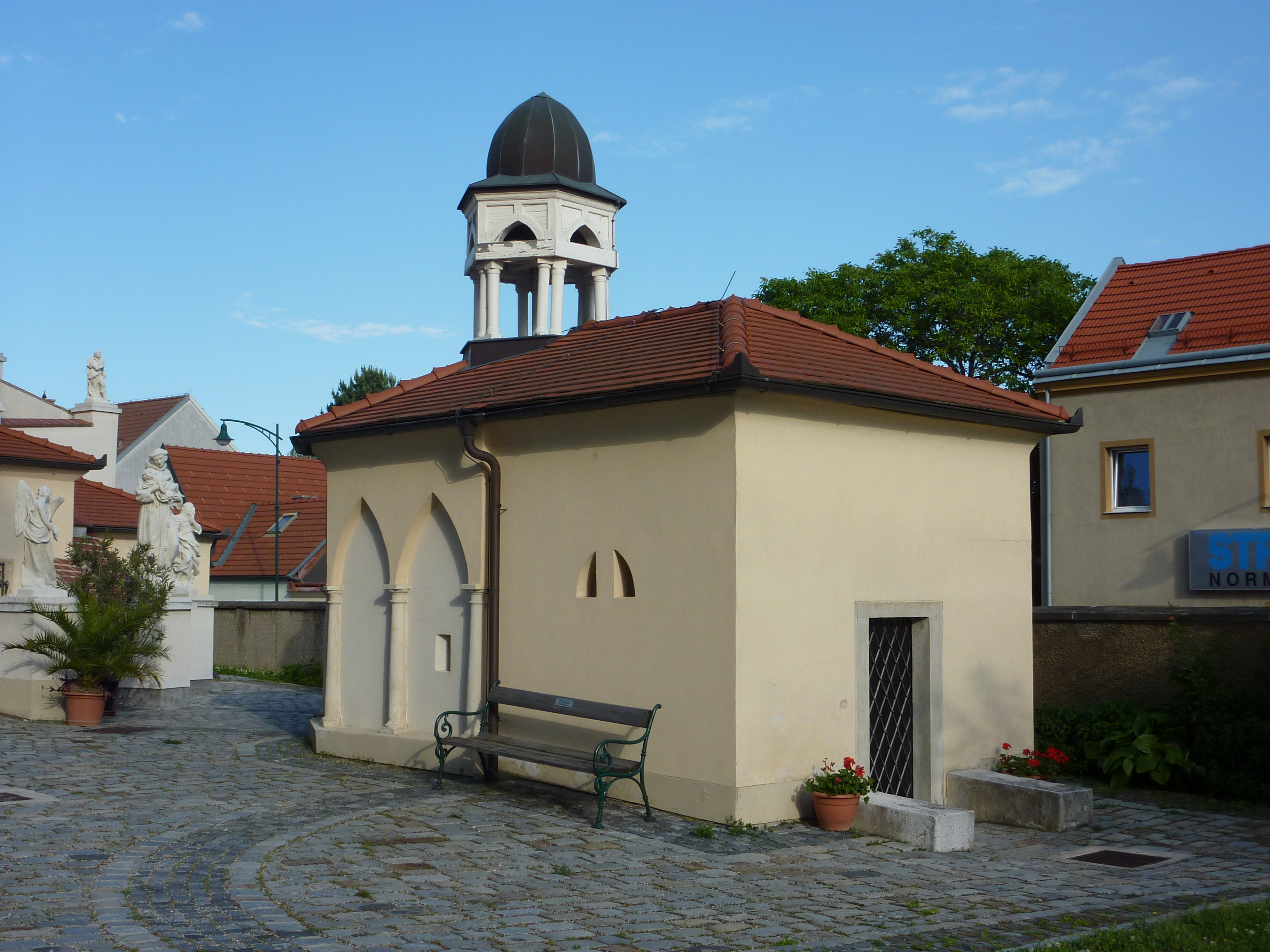
Kaple Božího hrobu

- Farní a poutní kostel Panny Marie Lanzendorfské je barokní trojlodní dvouvěžová bazilika z let 1696–1703, stavitelem byl Franz Jänggl. V letech 1723–1731 byl kostel rozšířen na východní straně a zaklenut kupolí. Bohatou a umělecky cennou výzdobu představují barokní obrazy malíře Johanna Michaela Rottmayra (Kristus na hoře Olivetské na hlavním oltáři) a sochy na dvou oltářích od Mathiase Steinla (oltář Kalvárie s ukřižovaným Kristem mezi dvěma lotry a Marií Magdalénou, oltář Svaté rodiny). Jednu kapli a epitaf Evy Esterházyové dal postavit kníže Pavel Esterházy; mramorový oltář od kněžny Marie Terezie z Lichtenštejna. Poutní socha Panny Marie bolestné na hlavním oltáři je vlastně pieta, Panna Marie sedící na louce, s Kristovým tělem na klíně. Barokní freska v kupoli byla zničena a nahrazena roku 1954 moderní malbou.
- Poutní kaple a její Křížová cesta v Maria-Lanzendorfu vznikla v letech 1699–1701 nejen jako výraz barokní zbožnosti, ale především stavební vynalézavosti. Vybudoval ji laický bratr františkán Felix Niering s pomocníky. Centrální kaple je přistavěna k umělé jeskyni na návrší. Kaple je obklopená balustrádou se sochami svatých Františka, Antonína Paduánského a andělů. Roku 1709 byly po obvodu kaple až na vrchol skály postaveny Svaté schody, po nichž byl Kristus veden do Pilátova paláce. Nad schody na vrcholu kaple a skály je sousoší kalvárieː ukřižovaný Kristus mezi Pannou Marií a Janem Evangelistou. Schodiště je úzké a dvouramenné, aby po jednom rameni poutníci mohli stoupat vzhůru a po druhém se veacet. Poutní kaple má interiér grotty s výklenky pro sochy jednotlivých zastavení křížové cesty. Před touto kaplí stojí další zděná kaple, kopie Božího hrobu.

## Sport
- Sportclub Maria-Lanzendorf má dvě sekce, fotbalovou a tenisovou.